# میتربرگ-زانکت مارتین
میتربرگ-زانکت مارتین (به آلمانی: Mitterberg-Sankt Martin) یک شهرستان در اتریش است که در ناحیه لیتسن واقع شده‌است. میتربرگ-زانکت مارتین ۵۴٫۹۲ کیلومتر مربع مساحت دارد.